# Kietrz
Kietrz (in tedesco Katscher, in ceco Ketř) è un comune urbano-rurale polacco del distretto di Głubczyce, nel voivodato di Opole.
Ricopre una superficie di 139,93 km² e nel 2007 contava 11 776 abitanti.